# Голубев, Глеб Николаевич
Глеб Никола́евич Го́лубев (15 января 1926, Тверь — 14 октября 1989, Москва) — советский писатель

, журналист, публицист, сценарист.
Окончил ВГИК (1952), работал спецкором в журналах «Крестьянка» и «Вокруг света».
Член СП СССР (1966).

## Творчество
Дебют писателя состоялся в 1946 году.
Автор научно-художественной и научно-популярной, биографической и детективной литературы, рассказов и киносценариев, а также двадцати семи романов и повестей, публиковавшихся в журналах «Вокруг света», «Искатель», в альманахе «Мир приключений» и выходивших отдельными тиражами в ведущих издательствах страны.
Написал ряд «морских» повестей с элементами научной фантастики, детективно-фантастастических произведений, в которых важную роль играет гипноз и другие загадки психики — («Голос в ночи» и «Вспомни!»). Первая научно-фантастическая повесть — «Золотая медаль Атлантиды» — опубликована им в 1956 году.
Многие произведения Г. Н. Голубева переведены на иностранные языки: немецкий, китайский, венгерский, польский, болгарский и другие.

## Семья
- Дед — Эльцберг, Роберт Генрихович.
- Глеб Николаевич — единственный ребёнок в семье Николая Павловича Голубева (XXXX-1934) и Иоганны Робертовны Эльцберг (1882—1969).
- Был женат на Анастасии Ивановне Осокиной и, позднее,
- Татьяне Александровне N.
  - Сын от первого брака — Михаил Глебович Осокин.

## Избранные произведения
- 1958 — «Необычные путешествия». — М.
- 1960 — «Неразгаданные тайны». — М.
- 1960 — «Улугбек». — М.: Молодая гвардия". — (Жизнь замечательных людей.)
- 1961 — «До свидания, Земля!» Киносценарий (в соавторстве).
- 1962 — «В гостях у моря». — М.
- 1962 — «Житие Даниила Заболотного». — М.: Молодая гвардия". — (Жизнь замечательных людей.)
- 1963 — «По следам ветра: Повесть». — М.: Молодая гвардия.
- 1964 — «Тайна пирамиды Хирена: Повесть». — М.: Молодая гвардия.
- 1964 — «Огонь-хранитель».
- 1966 — «Огненный пояс. По следам ветра»: НФ-повести. Л.: Гидрометеоиздат.
- 1967 — «Гость из моря»: Повесть. — М.: Молодая гвардия.
- 1969 — «Следствие сквозь века»: Повесть. — М.: Молодая гвардия.
- 1971 — «Письмо с того света». Повесть. — М.: «Человек и закон», № 8 — 9.
- 1972 — «Голос в ночи. Вспомни!» : Повести. — М.: Детская литература.
- 1974 — «След золотого оленя». — М.
- 1977 — «Пасть дьявола».
- 1979 — «Великий сеятель: Николай Вавилов». — М.
- 1980 — «Голоса в ночи. Переселение душ. Лунатики». — М.: Детская литература .
- 1981 — «Морские тайны: Повести и рассказы». М.: Молодая гвардия.
- 1982 — «Всколыхнувший мир: Дарвин». — М.
- 1986 — «Потомкам для известия».
- 1989 — «Колумбы росские: Историческая хроника».
- 1981 — «Украденная Атлантида» // Вокруг света. — № 5.
- 1966 — «Долина проклятая аллахом»: Детская литература, «Мир приключений» № 12
- 1971 — «Пиратский клад»: М., Молодая гвардия. Сборник: «Приключения»
- 1984 — «Шлиссельбургская нелепа»: М., Молодая гвардия. Сборник: «Приключения»
- 1956 — «Золотая медаль Атлантиды»: журнал «Вокруг света», № 10-12